# Fidschi-Schnepfe
Die Fidschi-Schnepfe (Coenocorypha miratropica) ist eine ausgestorbene Schnepfenart aus der Gattung Coenocorypha. Sie ist nur von fossilem Material bekannt, das sehr wahrscheinlich aus dem Holozän stammt. Die Artepitheta mirabilis („Überraschung“) und tropicos („tropisch“) leiten sich von der überraschenden Tatsache ab, dass eine Gattung, die normalerweise nur in hohen südlichen Breiten zu finden ist, auf einer tropischen Insel vorkam.
Der Holotypus, ein vollständiger linker Oberarmknochen, wurde am 18. November 1999 in der Vatuma Cave etwa 12 km südlich von Nadi auf Viti Levu zu Tage gefördert. Der Knochen ist nicht mineralisiert und cremeweiß. Er hat eine Länge von 40,2 mm. Die Paratypen umfassen folgendes Material: einen distalen linken und zwei distale rechte Oberarmknochen, zwei distale rechte Ellen, drei linke Carpometacarpi, ein linkes Schulterblatt, einen distalen rechten und einen proximalen rechten Tarsometatarsus, einen proximalen linken Radius und zwei Fragmente eines Schnabels mit Zwischenkieferbein. Die Fidschi-Schnepfe war größer als die Coeonocorypha-Arten von Neuseeland und eine noch unbeschriebene Art von der Norfolkinsel. Ein Vergleich mit einer ebenfalls unbeschriebenen Art von Neukaledonien ist nicht möglich, da beim Oberarmknochen dieser Art das Coracoid fehlt.
Der genaue Aussterbezeitpunkt der Fidschi-Schnepfe ist unbekannt. Sie gehört zu neun ehemals auf den Fidschi-Inseln vorkommenden, aber heute ausgestorbenen Vogelarten, die während der frühen Kolonialisierung durch übermäßige Bejagung, Lebensraumverlust sowie Nachstellung durch Schweine, Hunde und die Pazifische Ratte verschwunden sind.